# U Got It Bad

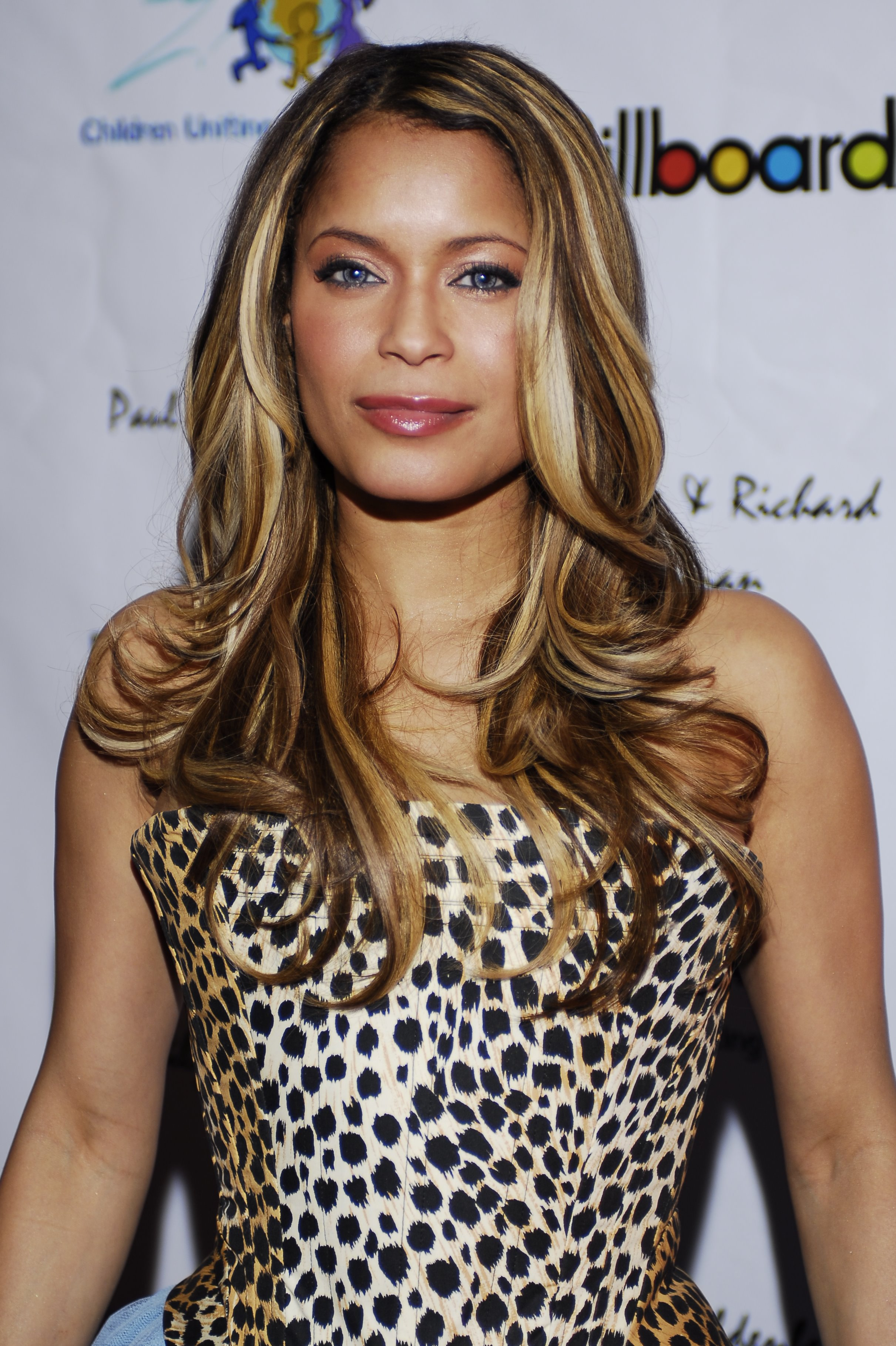
Blu Cantrell

U Got it Bad is een single van de Amerikaanse r&b-zanger Usher. Het is uitgebracht in 2001 en is de opvolger van U Remind Me. De single komt van het album 8701. Evenals zijn voorganger behaalt U Got It Bad de eerste positie in de Billboard Hot 100. Tevens is er een remix van het nummer gemaakt in samenwerking met Blu Cantrell en Method Man.
De single is een ballad. In de videoclip is Usher te zien in een karakteristieke locatie: een wit podium met lichtblauwe gordijnen, zingend met een microfoon.

## Tracks
UK CD: 1
1. "U Got It Bad" (Radio Mix)
2. "U Remind Me" (Remix - met Method Man & Blu Cantrell)
3. "U R The One" (Radio Mix)
4. "U Got It Bad" (CD-Rom Video)

UK CD: 2
1. "U Got It Bad" (Soulpower Remix)
2. "U Got It Bad" (Tee's UK R&B Remix)
3. "U Got It Bad" (Tee's Latin Radio Remix)
4. "U Got It Bad" (Tee's Dub Remix)